# 安丰路
安丰路，元朝时设置的路。
至元十四年（1277年）改安丰军置，治所在寿春县（今安徽省寿县）。属河南江北等处行中书省。辖境相当今安徽省淮南、蚌埠两市及寿县、凤阳、定远、霍邱、长丰、蒙城、怀远、凤台、利辛等县地。至正二十六年（1366年），朱元璋改为寿春府。